# Sławianka
Sławianka – osiedle typu miejskiego w Rosji, w Kraju Nadmorskim. W 2010 roku liczyło 14 036 mieszkańców.